# Mandrakawatervallen
De Mandrakawatervallen zijn watervallen in Madagaskar, nabij de hoofdstad Antananarivo in de regio Analamanga.
De watervallen zijn een bron van hydro-elektriciteit die wordt opgewekt door de Mandrakadam, die sinds 1956 het Mandrakameer afsluit.